# Mo' Better Blues
Mo' Better Blues è un film del 1990, scritto e diretto da Spike Lee.
La colonna sonora del film ottenne la nomination ai Grammy Awards, nel 1990. In Europa fu presentato alla Mostra Internazionale d'Arte Cinematografica di Venezia, in assenza del regista, offeso per il trattamento subito da Fa' la cosa giusta al festival di Cannes del 1989.
In origine il titolo del film doveva essere Beneath the Underdog, dal titolo dell'autobiografia di Charles Mingus, quindi Variations on the Mo' Better Blues. Alla fine Lee decise per una forma abbreviata di quest'ultimo.

## Trama
Nel 1969 un gruppo di bambini sta per giocare un'importante partita di baseball. Per farsi aiutare chiamano un amico, Bleek Gilliam, che però è impegnato in una lezione di musica. Bleek vorrebbe andare con gli amici, ma la madre, Lillian glielo impedisce, zittendo anche il marito, Big Stop. Il piccolo Bleek, con le lacrime agli occhi, riprende quindi la sua lezione.
Venti anni dopo, Bleek è il trombettista, nonché leader, di una band composta da altri quattro musicisti: Shadow Henderson al sassofono, Bottom Hammer al contrabbasso, Rhythm Jones alle percussioni, e Left Hand Lacey al pianoforte.
Bleek suona al Beneath the Underdog, locale gestito da due fratelli ebrei: Moe e Josh Flatbush. Il suo manager è Giant, un suo vecchio amico perennemente senza soldi perché dedito al gioco d'azzardo, e dallo scarso fiuto per gli affari.
Bleek ha due amanti: Clarke, commessa in un negozio di dischi che aspira a diventare una musicista e per questo trascorre ore a studiare musica e frequenta sempre il Beneath the Underdog, e Indigo, un'insegnante che non ama i locali notturni e non segue il suo uomo. Una sera Bleek chiama una donna con il nome dell'altra, ma le cose precipitano quando entrambe si presentano al locale con lo stesso vestito, comprato da Bleek per loro a Parigi. Ne segue una lite, in cui Indigo fa notare a Bleek che il suo non è amore ma mancanza di rispetto, mentre Clarke viene consolata da Shadow, che le offre di cantare nel suo nuovo gruppo e le chiede di essere la sua donna. Shadow cerca di togliere la leadership del gruppo a Bleek e questa gli sembra l'occasione giusta.
Intanto Giant si trova sempre di più nei guai con i creditori. Una sera due uomini gli spezzano tre dita della mano sinistra. Incontrato Bleek, Giant gli dice che è caduto, ma poi gli dice la verità. Bleek gli dà ancora una volta il denaro necessario per saldare i debiti, ma nello stesso tempo lo licenzia.
Una sera Bleek si reca al locale per suonare. Viene accolto da Giant, che non ha ancora saldato il suo debito. Mentre Bleek inizia a suonare, due uomini prendono Giant, lo portano sul retro e lo picchiano a sangue. Quando Bleek arriva ormai è troppo tardi. Bleek si ribella e viene picchiato anche lui, selvaggiamente, con la sua stessa tromba. Il risultato è che entra in coma.
Quando si risveglia, Bleek si ritrova a casa sua ma non è più lo stesso. Non può suonare, poiché il labbro rotto si è cicatrizzato malamente. Entra in depressione e distrugge tutti i suoi nastri.
Una sera torna al locale, con la tromba a tracolla. Il locale è pieno e sul palco c'è il gruppo di Shadow e Clarke. I due lo invitano a salire, per suonare con loro. Bleek ci prova, ma non ci riesce. Uscito dal locale, umiliato e disperato, torna da Indigo e le chiede di sposarlo: lei accetta.
I due hanno un figlio, Miles, a cui Bleek insegna a suonare la tromba. Un pomeriggio un gruppo di bambini inizia a chiamare Miles, per andare a giocare. Miles chiede il permesso a Bleek, che si dice d'accordo.

## Stile
In Mo' Better Blues Spike Lee utilizzò per la prima volta quella che sarebbe divenuta una sua tecnica ricorrente: la carrellata, nella quale l'attore e la macchina da presa vengono posti entrambi su un carrello in movimento, dando la sensazione di disorientamento nello spettatore.

## Produzione
Il film fu prodotto dalla 40 Acres & a Mule Filmworks, la casa di produzione del regista, e dalla Universal Pictures, che mise a disposizione di Spike Lee il più grande budget che egli aveva avuto fino ad allora: dieci milioni di dollari. Lee però aveva chiesto undici milioni e mezzo, ma la Universal rifiutò, a causa dei flop di Bird, diretto da Clint Eastwood nel 1988.
Per Mo' Better Blues, Spike Lee aveva bisogno di un nuovo montatore, poiché Barry Alexander Brown, suo montatore di fiducia, stava girando un film. Lee chiamò così Sam Pollard, che però rifiutò inizialmente la sua offerta, perché impegnato con un altro film. Spike Lee non si scoraggiò e dopo un mese lo richiamò, domandandogli se era ancora impegnato. I due s'incontrarono in un bar e trovarono un accordo.

### Sceneggiatura
Per documentarsi, Lee lesse l'autobiografia di Charles Mingus e quella di Miles Davis. Uno dei fatti narrati da Davis è stato citato nel film, nella scena in cui Bleek sgrida Shadows perché suona assoli troppo lunghi.

### Cast
Spike Lee contattò Gregory Hines e Branford Marsalis, per il ruolo di Shadow Henderson. Lee trovava interessante far recitare un vero musicista. Ma Marsalis rifiutò l'offerta, in quanto aveva poca esperienza nella recitazione. Comunque il musicista fece un cameo, nel ruolo di se stesso. Il ruolo di Shadow andò così a Wesley Snipes, che aveva rifiutato un ruolo in Fa' la cosa giusta, per interpretare un film sul baseball, Major League.
Per il ruolo del protagonista, Spike Lee pensò subito a Denzel Washington: «Ti bastava vederlo per sapere che era destinato a grandi cose», disse il regista. Il ruolo di Bleek fu per Washington la prima parte da protagonista in un film.
Il resto della band di Bleek fu composto da attori che avevano già lavorato con Lee: Bill Nunn e Giancarlo Esposito. Per il quinto membro del gruppo, Lee scritturò il batterista Jeff "Tain" Watts. Il regista assunse un insegnante di musica per gli attori della band. Anche Branford Marsalis diede molti consigli. Il compito si rivelò molto difficile soprattutto per Giancarlo Esposito, che comunque era l'unico a saper usare uno strumento musicale. «La musica che avremmo dovuto suonare superava di gran lunga le mie capacità. Fu una sfida incredibile e non sono sicuro di aver superato la prova come avrei voluto. Un giorno eravamo a vedere le riprese, e Spike scoppiò a ridere: le mie mani facevano una cosa e il pianoforte ne suonava un'altra... fortunatamente quella sequenza è stata tagliata», dichiarò l'attore.
Samuel L. Jackson, altro attore che aveva già lavorato con Spike Lee, interpretò il ruolo di Madlock, un malavitoso zoppo. Jackson aveva problemi con le droghe, ma sembra che Spike Lee non ne fosse al corrente.
Spike Lee interpretò il ruolo di Giant, il manager di Bleek, e scelse la sorella Joie per il ruolo di Indigo. Per quanto riguarda Clarke, Lee scelse l'esordiente Cynda Williams. Questa scelta non fu condivisa da Marsalis: «L'ho implorato di non far cantare Cynda Williams. Raymond Jones aveva creato un arrangiamento magnifico per Harlem Blues, e quella canzone avrebbe potuto riscuotere un successo ancora più grande se l'avesse interpretata una vera cantante, non lei», dichiarò il musicista. I proprietari del club furono interpretati dai fratelli Turturro, il più noto John e Nick.
Per il ruolo di Big Stop, padre di Bleek, Spike Lee voleva Ossie Davis, ma l'attore era impegnato nelle riprese di un altro film, così la parte fu affidata a Dick Anthony Williams.

### Riprese
Le riprese del film iniziarono il 24 settembre 1989 e terminarono il 1º dicembre dello stesso anno. Il film fu interamente girato a New York. Gli esterni furono girati a Brooklyn, Manhattan e Harlem.
Furono molte le discussioni tra Lee e suo padre, Bill, che si occupava della colonna sonora. Bill Lee era un purista del jazz, e non voleva usare effetti elettronici o altri effetti imposti dalle nuove tecnologie. Per questo fu allontanato varie volte dal set. I dissidi con il padre portarono Spike Lee a cercare un altro compositore per le musiche del film. Contattò così Terence Blanchard, chiedendogli se poteva usare una sua melodia, intitolata Sing Soweto, creata per i bambini del Sudafrica. Blanchard rispose positivamente, ma in seguito il brano non fu inserito nel montaggio finale del film. Blanchard invece scrisse un nuovo arrangiamento, appositamente creato per il film. Lee, nella sua autobiografia, sostiene che comunque fu suo padre a offrire a Blanchard l'opportunità di dirigere l'orchestra.
Oltre alle difficoltà con il padre, Spike Lee dovette affrontare altri problemi con la sorella Joie. Il ruolo di Indigo era il più importante mai interpretato da essa, e l'attrice dichiarò che quella fu la sua esperienza più dura, soprattutto per quanto riguarda la scena di sesso interpretata con Denzel Washington. «È stata un'esperienza davvero terribile. Non credo di essere riuscita a sentirmi davvero in intimità con lui, e penso che nel film si veda. La presenza di Spike ha creato una vera e propria tensione tra noi. Mi fa sentire a disagio ancora adesso, è una scena che non riesco assolutamente a guardare», dichiarò l'attrice.
Durante la festa per la fine della postproduzione, il 18 marzo 1990, morì Robin Harris, che era stato Sweet Dick Willie in Fa' la cosa giusta e che in Mo' Better Blues interpreta il comico che intrettiene il pubblico durante le pause dei numeri musicali. Harris aveva solo tre anni in più di Spike Lee. Il film e il libro sulla lavorazione della pellicola furono dedicati a lui.

### Accoglienza
Il film uscì nelle sale cinematografiche statunitensi il 3 agosto 1990. L'incasso complessivo fu di 16153593 $.

### Critica
Il film ebbe recensioni contrastanti. Nessuno contestò la riuscita del film come studio sul jazz, ma molti sembrarono preoccuparsi dei due manager ebrei del Beneath the Underdog, indecisi se il loro ritratto fosse antisemita oppure no. La Anti-Defamation League of B'nai B'rith giudicò l'insistere sull'avarizia dei due fratelli come uno dei più offensivi stereotipi sugli ebrei. John Turturro, che interpretò uno dei due fratelli, si dichiarò molto sorpreso per le lamentele dell'associazione. «Rimasi scioccato da quella reazione. Mia moglie è ebrea. Noi non ne abbiamo mai discusso come un problema. Sono stati i media a definire "tirchi bastardi" i fratelli Flatbush», dichiarò l'attore. L'avvocato di Spike Lee consigliò al regista di scrivere una lettera aperta al New York Times, nella quale dichiarare di non essere antisemita, ma Lee si rifiutò: «Personalmente ritenevo fosse sciocco, e in parte anche buffo, sostenere che in tutta la storia musicale americana nessun ebreo avesse mai sfruttato un musicista afroamericano», dichiarò.
In Europa il film è stato accolto dalla critica con molte riserve, ed è stato definito perlopiù come un lungo videoclip.
Per Fernanda Moneta il film «non è una storia d'amore, bensì un film sulle relazioni: quella tra Bleek e il suo manager, suo padre, le sue donne, la sua band, la sua musica. Andando più in profondità, è un film sulla relazione tra Spike Lee e il jazz, suo padre, la sua ossessione per il cinema».
Tra chi non apprezzò il film ci fu anche la vedova di John Coltrane, a causa del linguaggio utilizzato, considerato da essa troppo volgare. Anche per questo motivo la vedova negò la possibilità di usare A Love Supreme, titolo di un album dell'artista, come titolo del film. Questo rese vano parte del lavoro di merchandising, che era stato impostato sullo slogan A Love Supreme - John Coltrane e su migliaia di magliette e poster che andarono al macero.

## Colonna sonora
La colonna sonora del film è composta dai seguenti brani:
1. Harlem Blues
2. Say Hey
3. Knocked Out Of The Box
4. Again Never
5. Mo' Better Blues
6. Pop Top 40
7. Benehat the Underdog
8. Jazz Thing
9. Harlem Blues (Acapulco Version)
10. A Love Supreme
11. Goodbye Pork Pie
12. Lonely Woman

## Collegamenti ad altre pellicole
- La carrellata che vede l'attore e la macchina da presa entrambi posti sul carrello era già presente in Mean Streets, diretto da Martin Scorsese nel 1972.